# Fakulta (FDGB)
Die Fakulta war die fakultative (freiwillige) Rechtsschutz- und Unterstützungseinrichtung des Freien Deutschen Gewerkschaftsbundes (FDGB) in der Deutschen Demokratischen Republik (DDR) für seine Mitglieder, die im Verkehrswesen tätig waren und aufgrund besonderer beruflicher Gefahren über die in der Satzung des FDGB festgelegten Leistungen hinaus benötigten.
Neben den Unterstützungsleistungen sollte die Fakulta ihre Mitglieder durch Aufklärung und Schulung erziehen, Unfälle und Havarien im Verkehrswesen zu vermeiden.

## Geschichte
Die Fakulta ging auf die am 1. April 1910 gegründete „Fakultative Rechtsschutz- und Haftpflichtunterstützung“ des Deutschen Transportarbeiter-Verbandes zurück. In der Zeit des Nationalsozialismus konnten gewerkschaftliche Organisationen und Verbände gar nicht mehr oder nur in dem Nationalsozialismus angepasster Weise arbeiten. Die Belange der alten Fakulta vertrat damals der private Verein „Fakulta e. V.“
Die Fakulta wurde nach dem Zweiten Weltkrieg in der sowjetischen Besatzungszone unter dem alten Namen 1946 neugegründet.
In der Bundesrepublik Deutschland wurde innerhalb des Deutschen Gewerkschaftsbundes (DGB) am 5. Januar 1950 die „Gewerkschaftliche Rechtsschutz- und Haftpflichtunterstützungseinrichtung der Verkehrsberufe aller Wirtschaftszweige im Rahmen des Deutschen Gewerkschaftsbundes Alte Fakulta“ (kurz GUV) gegründet.

## Mitglieder

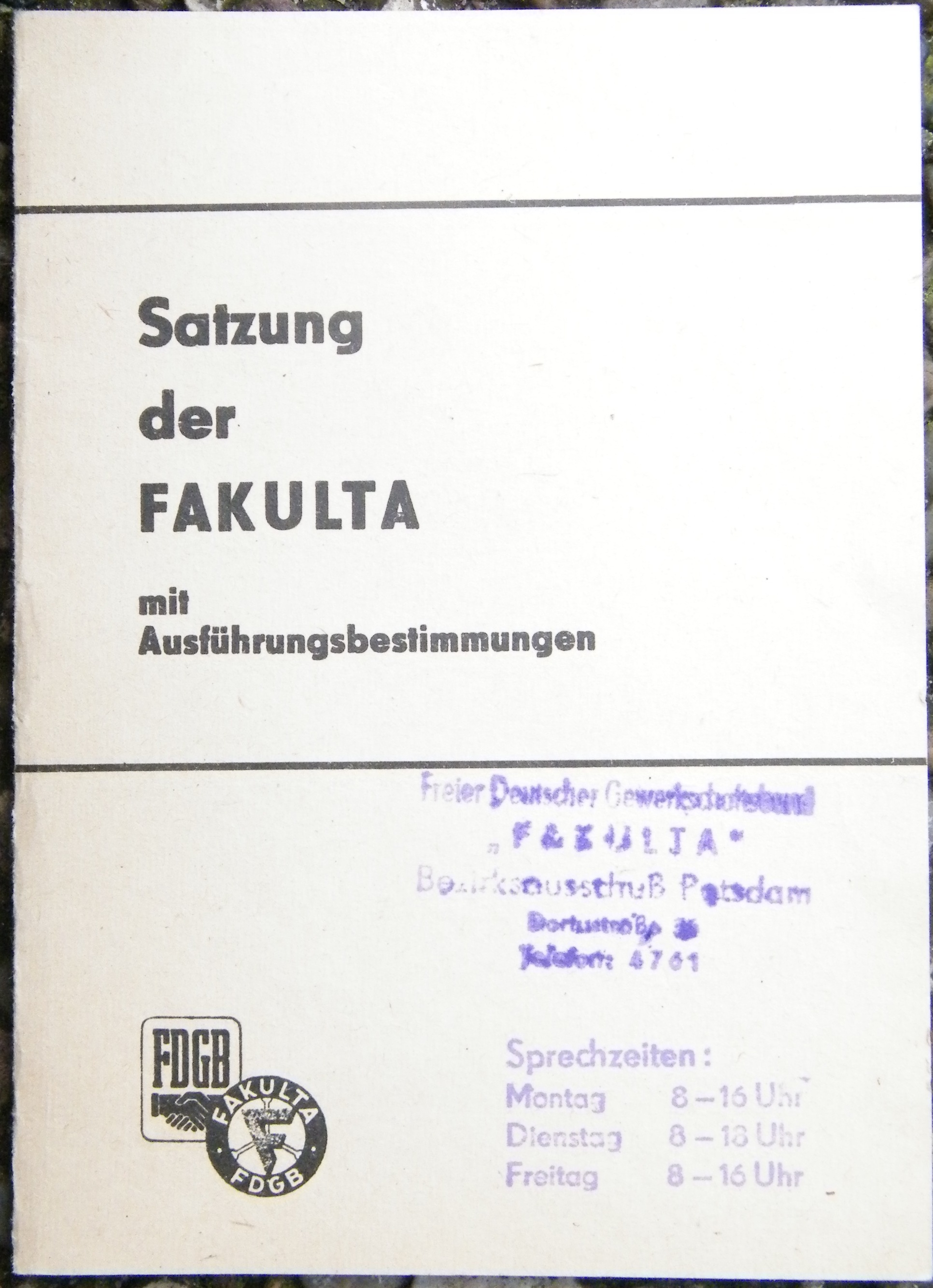
Deckseite der Satzung vom 1. Januar 1976. Links unten die Emblems von FDGB und Fakulta. Rechts unten der Stempelabdruck des Bezirksausschusses Potsdam.

Mitglied der Fakulta konnten nur Mitglieder des FDGB werden, die tätig waren:
- als Kraftfahrer, Busfahrer, Fahrlehrer, Selbstfahrer und Kraftfahrzeugschlosser;
- im Flugdienst, Eisenbahn-, S-, U-Bahn- und Straßenbahnfahrdienst;
- als verantwortlich eingesetzte Inhaber von Befähigungszeugnissen bzw.  Berechtigungsscheinen für die Schiffsführung und Schiffsbetriebstechnik;
- als Beifahrer ohne polizeiliche Fahrerlaubnis.

Die Aufnahmegebühr betrug 1 Mark, das Mitgliedsbuch des FDGB war vorzulegen. Der Mitgliedsbeitrag betrug 1,25 Mark monatlich. Übten die Mitglieder eine der oben genannten Tätigkeiten vorübergehend nicht aus, waren je Monat 0,40 Mark zur Aufrechterhaltung der Mitgliedschaft zu entrichten; Anspruch auf Leistung bestand in dieser Zeit jedoch nicht. 
1949 hatte die Fakulta 6356 Mitglieder, 1988 waren es 386.250.

## Leistungen
1. Bei Unfall, Havarie und sonstigen Vorkommnissen im Zusammenhang mit der beruflichen Tätigkeit nach dreimonatiger Mitgliedschaft:
- kostenloser Rechtsbeistand und Übernahme aller Prozesskosten;
- Unfallsterbegeld im ersten Mitgliedsjahr gestaffelt von 50 bis 200 Mark, in jedem weiteren Jahr der Mitgliedschaft um 50 Mark mehr;
- bei dauernder Berufsuntauglichkeit durch Invalidität einmalige Unterstützung in Höhe des Unfallsterbegeldes;
- Unterstützung für Familienangehörige von Mitgliedern, die inhaftiert bzw. zu Freiheitsstrafen verurteilt wurden von 20 Mark wöchentlich zuzüglich 10 Mark für jedes unterhaltsberechtigtes Kind für die Dauer der gesamten Haftzeit.

2. Erstattung des Betrags oder eines Teils von Schadenersatzansprüchen 
Die Leistungen erstreckten sich auf Unfälle und Havarien in der DDR, im grenzüberschreitenden Verkehr, auf internationalen Schifffahrtswegen, Flugverkehrswegen und Flughäfen.
Die Leistungen konnten versagt werden, wenn das Mitglied Unfälle oder Havarien unter Einwirkung von Alkohol oder Medikamenten, vorsätzlich, bei unbefugter Nutzung des Transportmittels, ohne gültige Fahrerlaubnis bzw. Berechtigungsschein oder mit einem nicht ordnungsgemäß haftpflichtversicherten Fahrzeug herbeigeführt hat.
Über die Leistungen oder deren Versagen beschloss der zuständige Bezirksausschuss.

## Organe
- Zentralausschuss (11 Mitglieder) mit Vorsitzendem
- Bezirksausschüsse (mit je mindestens 7 Mitgliedern)
- Kreisausschüsse (in der Regel 5 Mitglieder)

## Auszeichnungen
Urkunden und Ehrenzeichen für 10, 20, 30, 40 und 50 Jahre unfallfreie Mitgliedschaft
Ehrenzeichen bzw. Ehrenspange der FAKULTA für Kraftfahrer Gold, Silber und Bronze

## Entwicklung nach der deutschen Wiedervereinigung
Nach der Wiedervereinigung Deutschlands wurde die Fakulta kurzzeitig eine vom FDGB und seinen Einzelgewerkschaften unabhängige Gesellschaft. Nach 1990 gingen deren Mitglieder in der nunmehr deutschlandweit agierenden Gewerkschaftlichen Unterstützungseinrichtung für Verkehrsberufe (GUV/Fakulta) des DGB auf.